# Vòng loại bóng đá nữ Thế vận hội Mùa hè 2016 khu vực châu Á
Vòng loại bóng đá nữ Thế vận hội Mùa hè 2016 khu vực châu Á là giải đấu Vòng loại bóng đá nữ Thế vận hội khu vực châu Á lần thứ 4, giải đấu được tổ chức 4 năm một lần bởi Liên đoàn bóng đá châu Á (AFC) để xác định các đại diện của châu Á tại nội dung bóng đá nữ Thế vận hội mùa hè.
Hai đội đứng đầu vòng chung kết sẽ được quyền dự Thế vận hội Rio 2016 tại Brasil. Úc và Trung Quốc là hai đội đã xuất sắc đứng đầu vòng bảng cuối cùng diễn ra tại Nhật Bản.

## Đội tham dự
Có tổng cộng 18 đội tuyển thành viên của AFC tham dự vòng loại. Thể thức của giải như sau:
- Vòng loại thứ nhất: Bảy đội xếp hạng cao nhất trên Bảng xếp hạng bóng đá nữ FIFA tại thời điểm bốc thăm được miễn thi đấu. Các đội trong top 5 châu Á gồm – Nhật Bản, Úc, CHDCND Triều Tiên, Trung Quốc, và Hàn Quốc – được vào thẳng vòng loại cuối cùng, trong khi các đội xếp hạng 6 và 7 là Thái Lan và Việt Nam bắt đầu thi đấu từ vòng 2. 11 đội còn lại được phân thành ba bảng đấu, trong đó 2 bảng 4 đội và một bảng 3 đội, với phân chia hạt giống dựa trên thứ hạng trên BXH FIFA. Các đội thi đấu vòng tròn một lượt tại một địa điểm cố định. Ba đội đầu bảng tiến vào vòng sau.
- Vòng hai: 5 đội (2 đội đặc cách từ vòng trước và đội đầu bảng vòng 1) thi đấu vòng tròn tại một địa điểm cố định. Đội đầu bảng vào vòng sau.
- Vòng cuối cùng: Sáu đội (5 đội đặc cách và đội đầu bảng vòng 2) thi đấu vòng tròn tại một địa điểm cố định. Hai đội đầu bảng sẽ lọt vào vòng chung kết Thế vận hội.

Bốc thăm vòng bảng diễn ra vào ngày 4 tháng 12 năm 2014 tại tòa nhà AFC ở Kuala Lumpur, Malaysia.
| Các đội thi đấu vòng chung kết                              | Các đội thi đấu vòng hai | Các đội thi đấu vòng một                   | Các đội thi đấu vòng một | Các đội thi đấu vòng một    | Các đội thi đấu vòng một |
| Các đội thi đấu vòng chung kết                              | Các đội thi đấu vòng hai | Nhóm 1                                     | Nhóm 2                   | Nhóm 3                      | Nhóm 4                   |
| ----------------------------------------------------------- | ------------------------ | ------------------------------------------ | ------------------------ | --------------------------- | ------------------------ |
| - Úc - Trung Quốc - Nhật Bản - CHDCND Triều Tiên - Hàn Quốc | - Thái Lan - Việt Nam    | - Đài Bắc Trung Hoa - Myanmar - Uzbekistan | - Ấn Độ - Iran - Jordan  | - Bahrain - Hồng Kông - Lào | - Palestine - Sri Lanka  |

| Không tham dự                                            | Không tham dự                                   | Không tham dự                                     | Không tham dự                                                   | Không tham dự                                          | Không tham dự                             |
| -------------------------------------------------------- | ----------------------------------------------- | ------------------------------------------------- | --------------------------------------------------------------- | ------------------------------------------------------ | ----------------------------------------- |
| - Afghanistan - Bangladesh - Bhutan - Brunei - Campuchia | - Guam - Indonesia - Iraq - Kyrgyzstan - Kuwait | - Liban - Ma Cao1 - Malaysia - Maldives - Mông Cổ | - Nepal - Quần đảo Bắc Mariana1 - Oman - Pakistan - Philippines | - Qatar - Ả Rập Xê Út - Singapore - Syria - Tajikistan | - Đông Timor - Turkmenistan - UAE - Yemen |

Ghi chú
1 Không phải thành viên IOC do đó không đủ điều kiện dự Olympic.

## Vòng một

### Bảng A
Tất cả các trận đấu được tổ chức ở Myanmar. Múi giờ địa phương là UTC+6:30.
| VT | Đội         | ST | T | H | B | BT | BB | HS  | Đ | Giành quyền tham dự |
| -- | ----------- | -- | - | - | - | -- | -- | --- | - | ------------------- |
| 1  | Myanmar (H) | 2  | 2 | 0 | 0 | 23 | 0  | +23 | 6 | Vòng hai            |
| 2  | Ấn Độ       | 2  | 1 | 0 | 1 | 4  | 7  | −3  | 3 |                     |
| 3  | Sri Lanka   | 2  | 0 | 0 | 2 | 0  | 20 | −20 | 0 |                     |
| 4  | Bahrain     | 0  | 0 | 0 | 0 | 0  | 0  | 0   | 0 | Bỏ cuộc             |

| Sri Lanka | 0–16     | Myanmar |
| --------- | -------- | --- |
|           | Chi tiết | Naw Ar Lo Wer Phaw 2', 4', 40' · Khin Moe Wai 6', 16', 20', 21', 26' · Nisansala 18' (l.n.) · Win Theingi Tun 23', 28', 49', 77', 90+1' · Yee Yee Oo 48', 51' |

| Ấn Độ                                                          | 4–0      | Sri Lanka |
| -------------------------------------------------------------- | -------- | --------- |
| K. Devi 12' · A. Devi 16' · Withanage 48' (l.n.) · R. Devi 58' | Chi tiết |           |

| Myanmar | 7–0      | Ấn Độ |
| --- | -------- | ----- |
| Khin Moe Wai 8' · Khin Marlar Tun 15', 61' · Naw Ar Lo Wer Phaw 21' · Yee Yee Oo 28', 77' · Win Theingi Tun 90+2' | Chi tiết |       |

### Bảng B
Tất cả các trận đấu được tổ chức tại Jordan, múi giờ địa phương là UTC+2.
| VT | Đội        | ST | T | H | B | BT | BB | HS  | Đ | Giành quyền tham dự |
| -- | ---------- | -- | - | - | - | -- | -- | --- | - | ------------------- |
| 1  | Jordan (H) | 3  | 3 | 0 | 0 | 9  | 0  | +9  | 9 | Vòng hai            |
| 2  | Uzbekistan | 3  | 2 | 0 | 1 | 7  | 2  | +5  | 6 |                     |
| 3  | Hồng Kông  | 3  | 0 | 1 | 2 | 2  | 4  | −2  | 1 |                     |
| 4  | Palestine  | 3  | 0 | 1 | 2 | 2  | 14 | −12 | 1 |                     |

| Uzbekistan                                                                                   | 6–0      | Palestine |
| -------------------------------------------------------------------------------------------- | -------- | --------- |
| Sarikova 7' · Nazarova 9' · Riskieva 12' · Turdiboeva 14' · Abdurasulova 22' · Kudratova 63' | Chi tiết |           |

| Jordan    | 1–0      | Hồng Kông |
| --------- | -------- | --------- |
| Jbarah 8' | Chi tiết |           |

| Hồng Kông | 0–1      | Uzbekistan   |
| --------- | -------- | ------------ |
|           | Chi tiết | Riskieva 75' |

| Palestine | 0–6      | Jordan                                                 |
| --------- | -------- | ------------------------------------------------------ |
|           | Chi tiết | Jebreen 20' · Jbarah 27', 38', 60' · Al-Naber 33', 53' |

| Hồng Kông              | 2–2      | Palestine                |
| ---------------------- | -------- | ------------------------ |
| Trần Vịnh Thi 16', 33' | Chi tiết | Shahine 39' · Salama 52' |

| Uzbekistan | 0–2      | Jordan                              |
| ---------- | -------- | ----------------------------------- |
|            | Chi tiết | Al-Naber 76' (ph.đ.) · Al-Masri 82' |

### Bảng C
Tất cả các trận đấu được tổ chức tại Đài Loan, múi giờ địa phương là UTC+8.
| VT | Đội                   | ST | T | H | B | BT | BB | HS | Đ | Giành quyền tham dự |
| -- | --------------------- | -- | - | - | - | -- | -- | -- | - | ------------------- |
| 1  | Đài Bắc Trung Hoa (H) | 2  | 2 | 0 | 0 | 5  | 0  | +5 | 6 | Vòng hai            |
| 2  | Iran                  | 2  | 1 | 0 | 1 | 5  | 2  | +3 | 3 |                     |
| 3  | Lào                   | 2  | 0 | 0 | 2 | 1  | 9  | −8 | 0 |                     |

| Lào | 0–4      | Đài Bắc Trung Hoa                                                   |
| --- | -------- | ------------------------------------------------------------------- |
|     | Chi tiết | Dư Tú Tinh 11' · Lại Lệ Cầm 43' · Lâm Nhã Hàn 81' · Lý Tú Cầm 90+3' |

| Iran                                                              | 5–1      | Lào          |
| ----------------------------------------------------------------- | -------- | ------------ |
| Behesht 30', 62' · Karimi 35' · Norouzi 77' · Arjangi 88' (ph.đ.) | Chi tiết | Phayvanh 33' |

| Đài Bắc Trung Hoa | 1–0      | Iran |
| ----------------- | -------- | ---- |
| Lý Tú Cầm 44'     | Chi tiết |      |

## Vòng hai
Tất cả các trận đấu được tổ chức ở Myanmar, múi giờ địa phương là UTC+6:30.
| VT | Đội               | ST | T | H | B | BT | BB | HS | Đ | Giành quyền tham dự |
| -- | ----------------- | -- | - | - | - | -- | -- | -- | - | ------------------- |
| 1  | Việt Nam          | 4  | 3 | 0 | 1 | 8  | 4  | +4 | 9 | Vòng chung kết      |
| 2  | Đài Bắc Trung Hoa | 4  | 2 | 1 | 1 | 5  | 3  | +2 | 7 |                     |
| 3  | Thái Lan          | 4  | 2 | 1 | 1 | 3  | 3  | 0  | 7 |                     |
| 4  | Myanmar (H)       | 4  | 2 | 0 | 2 | 8  | 7  | +1 | 6 |                     |
| 5  | Jordan            | 4  | 0 | 0 | 4 | 1  | 8  | −7 | 0 |                     |

| Đài Bắc Trung Hoa  | 1–0      | Việt Nam |
| ------------------ | -------- | -------- |
| Lâm Quỳnh Oanh 85' | Chi tiết |          |

| Jordan | 0–2      | Myanmar                             |
| ------ | -------- | ----------------------------------- |
|        | Chi tiết | Khin Moe Wai 17' · Wai Wai Aung 72' |

| Jordan | 0–3      | Đài Bắc Trung Hoa                                               |
| ------ | -------- | --------------------------------------------------------------- |
|        | Chi tiết | Chiêm Bút Hàm 8' · Bao Hân Huyền 45' · Yasmeen Khair 58' (l.n.) |

| Myanmar         | 1–2      | Thái Lan           |
| --------------- | -------- | ------------------ |
| San San Maw 73' | Chi tiết | Anootsara 34', 69' |

| Thái Lan      | 1–0      | Jordan |
| ------------- | -------- | ------ |
| Anootsara 30' | Chi tiết |        |

| Việt Nam                                                       | 4–2      | Myanmar                             |
| -------------------------------------------------------------- | -------- | ----------------------------------- |
| Huỳnh Như 16', 74' · Nguyễn Thị Minh Nguyệt 22', 45+1' (ph.đ.) | Chi tiết | Wai Wai Aung 85' · Khin Moe Wai 88' |

| Việt Nam                                  | 2–1      | Jordan     |
| ----------------------------------------- | -------- | ---------- |
| Nguyễn Thị Minh Nguyệt 18' (ph.đ.), 45+1' | Chi tiết | Jbarah 76' |

| Đài Bắc Trung Hoa | 0–0      | Thái Lan |
| ----------------- | -------- | -------- |
|                   | Chi tiết |          |

| Thái Lan | 0–2      | Việt Nam                        |
| -------- | -------- | ------------------------------- |
|          | Chi tiết | Nguyễn Thị Minh Nguyệt 39', 83' |

| Myanmar                                                          | 3–1      | Đài Bắc Trung Hoa |
| ---------------------------------------------------------------- | -------- | ----------------- |
| Khin Moe Wai 67' · Than Than Htwe 79' · Lâm Khải Linh 83' (l.n.) | Chi tiết | Lý Tú Cầm 90+1'   |

## Vòng chung kết
Tất cả các trận đấu được diễn ra tại Nhật Bản, múi giờ địa phương là UTC+9.
| VT | Đội               | ST | T | H | B | BT | BB | HS  | Đ  | Giành quyền tham dự     |
| -- | ----------------- | -- | - | - | - | -- | -- | --- | -- | ----------------------- |
| 1  | Úc                | 5  | 4 | 1 | 0 | 17 | 3  | +14 | 13 | Thế vận hội Mùa hè 2016 |
| 2  | Trung Quốc        | 5  | 3 | 2 | 0 | 7  | 3  | +4  | 11 | Thế vận hội Mùa hè 2016 |
| 3  | Nhật Bản (H)      | 5  | 2 | 1 | 2 | 10 | 7  | +3  | 7  |                         |
| 4  | Hàn Quốc          | 5  | 1 | 2 | 2 | 6  | 5  | +1  | 5  |                         |
| 5  | CHDCND Triều Tiên | 5  | 1 | 2 | 2 | 4  | 5  | −1  | 5  |                         |
| 6  | Việt Nam          | 5  | 0 | 0 | 5 | 1  | 22 | −21 | 0  |                         |

| Trung Quốc                             | 2–0      | Việt Nam |
| -------------------------------------- | -------- | -------- |
| Cổ Nhã Sa 57' · Trương Duệ 63' (ph.đ.) | Chi tiết |          |

| CHDCND Triều Tiên | 1–1      | Hàn Quốc          |
| ----------------- | -------- | ----------------- |
| Kim Un-ju 80'     | Chi tiết | Jung Seol-bin 32' |

| Úc                                    | 3–1      | Nhật Bản    |
| ------------------------------------- | -------- | ----------- |
| De Vanna 25' · Heyman 41' · Gorry 78' | Chi tiết | Ōgimi 45+2' |

| Úc | 9–0      | Việt Nam |
| --- | -------- | -------- |
| Gielnik 10' · Simon 17', 38', 43' · Kennedy 19' · Sykes 64' · Van Egmond 68' · Heyman 77' · Polkinghorne 85' | Chi tiết |          |

| CHDCND Triều Tiên | 1–1      | Trung Quốc                |
| ----------------- | -------- | ------------------------- |
| Ra Un-sim 38'     | Chi tiết | Vương Sương 90+3' (ph.đ.) |

| Nhật Bản     | 1–1      | Hàn Quốc          |
| ------------ | -------- | ----------------- |
| Iwabuchi 84' | Chi tiết | Jung Seol-bin 87' |

| Việt Nam | 0–1      | CHDCND Triều Tiên |
| -------- | -------- | ----------------- |
|          | Chi tiết | Ju Hyo-sim 90'    |

| Hàn Quốc | 0–2      | Úc                                |
| -------- | -------- | --------------------------------- |
|          | Chi tiết | Simon 1' · Van Egmond 14' (ph.đ.) |

| Nhật Bản     | 1–2      | Trung Quốc                     |
| ------------ | -------- | ------------------------------ |
| Yokoyama 65' | Chi tiết | Trương Duệ 14' · Cổ Nhã Sa 58' |

| Trung Quốc        | 1–0      | Hàn Quốc |
| ----------------- | -------- | -------- |
| Vương San San 43' | Chi tiết |          |

| CHDCND Triều Tiên | 1–2      | Úc                     |
| ----------------- | -------- | ---------------------- |
| Kim Su-gyong 78'  | Chi tiết | Heyman 18' · Gorry 84' |

| Việt Nam              | 1–6      | Nhật Bản                                                                           |
| --------------------- | -------- | ---------------------------------------------------------------------------------- |
| Huỳnh Như 42' (ph.đ.) | Chi tiết | Iwabuchi 39' · Ohno 45' · Kawasumi 80' · Nakajima 83' · Yokoyama 90' · Ōgimi 90+3' |

| Hàn Quốc                                                  | 4–0      | Việt Nam |
| --------------------------------------------------------- | -------- | -------- |
| Lim Seon-joo 8', 18' · Lee Geum-min 69' · Jeon Ga-eul 85' | Chi tiết |          |

| Úc             | 1–1      | Trung Quốc      |
| -------------- | -------- | --------------- |
| Van Egmond 85' | Chi tiết | Mã Hiểu Húc 16' |

| Nhật Bản     | 1–0      | CHDCND Triều Tiên |
| ------------ | -------- | ----------------- |
| Iwabuchi 80' | Chi tiết |                   |

## Các đội vượt qua vòng loại
Hai đội bóng của AFC vượt qua vòng loại để tham dự nội dung bóng đá Thế vận hội.
| Đội        | Ngày đoạt vé            | Các kì giải từng tham dự1  |
| ---------- | ----------------------- | -------------------------- |
| Úc         | Ngày 7 tháng 3 năm 2016 | 2 (20002, 20042)           |
| Trung Quốc | Ngày 7 tháng 3 năm 2016 | 4 (1996, 2000, 2004, 2008) |

1 In nghiêng nghĩa là chủ nhà.
2 Úc là đại diện của OFC vào các năm 2000 và 2004.

## Các cầu thủ ghi bàn
9 bàn
- Khin Moe Wai

6 bàn
- Win Theingi Tun
- Nguyễn Thị Minh Nguyệt

4 bàn
- Maysa Jbarah
- Naw Ar Lo Wer Phaw
- Yee Yee Oo
- Kyah Simon

3 bàn
- Stephanie Al-Naber
- Iwabuchi Mana
- Anootsara Maijarern
- Lý Tú Cầm
- Michelle Heyman
- Emily van Egmond
- Huỳnh Như

2 bàn
- Jung Seol-bin
- Lim Seon-joo
- Trần Vịnh Thi
- Shabnam Behesht
- Khin Marlar Tun
- Wai Wai Aung
- Ōgimi Yūki
- Yokoyama Kumi
- Gu Yasha
- Trương Duệ
- Katrina Gorry
- Kamola Riskieva

1 bàn
- Gurumayum Radharani Devi
- Loitongbam Ashalata Devi
- Yumnam Kamala Devi
- Jeon Ga-eul
- Lee Geum-min
- Fatemeh Arjangi
- Fereshteh Karimi
- Parya Norouzi
- Luna Al-Masri
- Shahnaz Jebreen
- Souphavanh Phayvanh
- Kawasumi Nahomi
- Nakajima Emi
- Ohno Shinobu
- San San Maw
- Than Than Htwe
- Kiloudi Salama
- Natali Shaheen
- Ju Hyo-sim
- Kim Su-gyong
- Kim Un-ju
- Ra Un-Sim
- Bao Hân Huyền
- Chiêm Bút Hàm
- Dư Tú Tinh
- Lại Lệ Cầm
- Lâm Quỳnh Oanh
- Lâm Nhã Hàn
- Mã Hiểu Húc
- Vương San San
- Vương Sương
- Lisa De Vanna
- Emily Gielnik
- Alanna Kennedy
- Clare Polkinghorne
- Ashleigh Sykes
- Nargiza Abdurasulova
- Nilufar Kudratova
- Zumratjon Nazarova
- Makhliyo Sarikova
- Feruza Turdiboeva

Phản lưới nhà
- Yasmeen Khair (trận gặp Trung Hoa Đài Bắc)
- Nisansala Sewwandi Manawadu (trận gặp Myanmar)
- Imesha Madushani Withanage (trận gặp Ấn Độ)
- Lâm Khải Linh (trận gặp Myanmar)

Nguồn: the-AFC.com